# 加布里埃尔·博诺·马布利

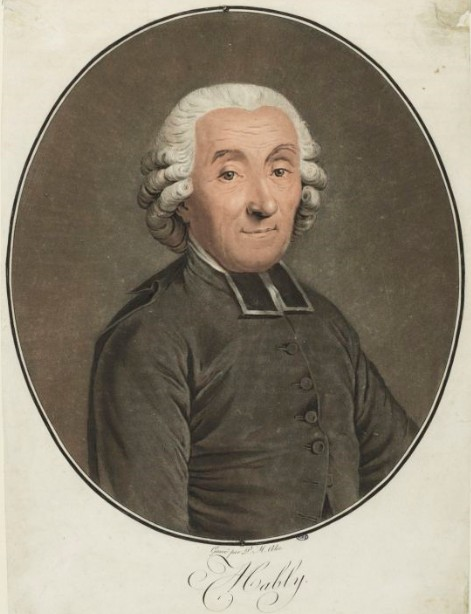
加布里埃尔·博诺·马布利的印刷品，于法国革命博物馆

加布里埃尔·博诺·德·马布利（法語：Gabriel Bonnot de Mably，1709年3月14日—1785年4月2日），有时也被称作马布利修道院院长，是法国哲学家，历史学家和作家，曾在外交使团工作。 他是18世纪法国流行的作家，观点包括『我們的罪惡中，最大者莫過於財富之不均等』。

## 生平
马布利生于格勒诺布尔一个穿袍贵族家庭，他的弟弟则以家庭在孔迪亚克的产业为名，即哲学家艾蒂安·博诺·德·孔狄亚克。马布利早年就读于里昂耶稣会学院，毕业后入修道院，获教职。1740年到巴黎，结识孟德斯鸠等人，并任红衣主教Tecin秘书。在华伦夫人的推荐下，卢梭担任马布利的侄子的家庭教师。卢梭和马布利、孔蒂亚克等人的交流让卢梭有的新的思考。1742年马布利进入外交部任职，参与联普反奥的外交谈判。
马布利为人耿直、蔑视权贵，曾拒绝为王太子讲授政治学。1746年起去职索居，潜心著述。他在著作中倡导自然权利和自然状态，认为人民是最高全的唯一源泉，宣称私有制度是对自然秩序的破坏，而共产主义则是理想的社会制度他对于弗朗索瓦-诺埃尔·巴贝夫的“平等派”运动有重大影响。彼得·阿列克谢耶维奇·克鲁泡特金在1909年总结了马布利的重要贡献。

## 著作
- 《论法制或法律的原则》
- 《法国史纲》
- 《论公民的权利和义务》